# Реметя (Харгіта)
Реметя (рум. Remetea) — село у повіті Харгіта в Румунії. Адміністративний центр комуни Реметя.
Село розташоване на відстані 266 км на північ від Бухареста, 54 км на північний захід від М'єркуря-Чука, 140 км на схід від Клуж-Напоки, 127 км на північ від Брашова.

## Населення
За даними перепису населення 2002 року у селі проживали 6250 осіб.
Національний склад населення села:
| Національність | Кількість осіб | Відсоток |
| -------------- | -------------- | -------- |
| угорці         | 6204           | 99,3%    |
| румуни         | 45             | 0,7%     |

Рідною мовою назвали:
| Мова      | Кількість осіб | Відсоток |
| --------- | -------------- | -------- |
| угорська  | 6208           | 99,3%    |
| румунська | 42             | 0,7%     |